# Орден Туристических заслуг (Франция)
Орден Туристических заслуг (фр. Ordre du Mérite touristique) — упразднённая ведомственная награда Франции, находившаяся в ведении Министерства общественных работ, транспорта и туризма. Был учреждён декретом от 27 мая 1949 года и упразднён в результате орденской реформы 3 декабря 1963 года.

## История
Орден Туристических заслуг был учреждён 27 мая 1949 года и предназначался для вознаграждения лиц, отличившихся заметным вкладом в развитие туризма и связанных с ним сфер деятельности во Франции и Французском Союзе.
Орден находился в ведении Министра общественных работ, транспорта и туризма и управлялся Советом ордена. Совет ордена состоял из 11 человек:
Министр общественных работ, транспорта и туризма (Председатель Совета),
Член Совета ордена Почётного легиона,
2 высших чиновника министерства, назначаемых министром,
Генеральный директор по туризму,
Представитель президента Высшего туристического совета,
2 должностных лица министерства, назначаемых министром,
Член Высшего туристического совета,
Президент одного из региональных комитетов по туризму,
Представитель администрации министра.
Начальник канцелярии министерства, начальник канцелярии Генеральной дирекции по туризму и его заместитель составляли секретариат Совета ордена, заведуя делопроизводством.
Орден Туристических заслуг был упразднён декретом от 3 декабря 1963 года, которым был учреждён Национальный орден Заслуг, заменивший собой многочисленные ведомственные ордена заслуг. Награждённые орденом Туристических заслуг сохранили право носить знаки ордена и пользоваться положенными льготами и после его упразднения.

## Степени ордена
Орден Туристических заслуг состоял из трёх степеней:
 Командор (фр. Commandeur) — знак на ленте, носимый на шее; высшая степень ордена;
 Офицер (фр. Officier) — знак на ленте с розеткой, носимый на левой стороне груди;
 Кавалер (фр. Chevalier) — знак на ленте, носимый на левой стороне груди.

## Условия награждения
Кандидат в кавалеры ордена должен был быть не моложе 40 лет от роду, пользоваться гражданскими правами и иметь не менее 15 лет стажа профессиональной деятельности в сфере туризма или в сопутствующих сферах деятельности. Награждение офицерской степенью ордена могло быть произведено не ранее 8 лет после получения кавалерской степени, а командорской степенью — не ранее 5 лет после получения офицерской. В случае особенных заслуг условия к кандидату могли быть смягчены по особому рассмотрению в Совете ордена.
Также, в случае особенных заслуг, разрешалось в течение первых 8 лет существования ордена награждать степенью офицера, и в течение первых 5 лет — степенью командора, минуя младшие степени. Офицеры и командоры ордена Почётного легиона могли быть представлены сразу к аналогичным степеням ордена Туристических заслуг, минуя младшие степени.
Члены Совета ордена становились командорами ордена ex officio.
Было установлено ограничение на количество ежегодных награждений: не более 4 в степень командора, не более 36 в степень офицера и не более 120 в степень кавалера.
Иностранцы, постоянно проживавшие во Франции, могли быть награждены орденом на тех же условиях, что и французские граждане. К гражданам других государств, не проживавших на территории Франции, условия возраста, стажа и межнаградного срока могли не применяться. Награждения иностранцев не учитывались в ежегодных ограничениях числа награждённых.
Награждения орденом производились два раза в год — 1 января и 14 июля. Допускались, в исключительных случаях, награждения в другие дни.

## Знаки ордена
Знак ордена представляет собой прямоугольный, без эмали, геральдический щит со скруглённой нижней частью и вогнутыми верхними углами и с узким ободком. Щит с боков и снизу обрамлён гирляндой из лавровых листьев, перевитых лентой. На лицевой стороне щита на фоне карты Франции лицевое в рост изображение шагающей Марианны (символ Республики) во фригийском колпаке и с руками, распростёртыми в приглашающем жесте. По нижнему полукругу щита надпись — «REPUBLIQUE FRANÇAISE». На оборотной стороне щита в центре перекрещенные лавровая и пальмовая ветви, под которыми полукругом надпись «MÉRITE TOURISTIQUE», а сверху — плоский прямоугольник с аркообразной верхней частью, на котором гравировалось имя награждённого. Все изображения и надписи на знаке рельефные. Знак через кольцо крепится к орденской ленте.
Размеры знаков кавалера и офицера — 30х43 мм, командора — 40х55 мм. Знак кавалера — бронзовый посеребрённый, офицера и командора — позолоченный.
Лента ордена, шириной 37 мм, шёлковая муаровая лазурно-голубого цвета, окаймленная с обеих сторон зелёными и красными (внешними) полосками, по 3,5 мм шириной каждая. К ленте офицера крепится розетка диаметром 22 мм, из этой же ленты.
Для повседневного ношения на гражданской одежде предусмотрены розетки из ленты ордена, а для ношения на мундирах — орденские планки.